# 東海地震

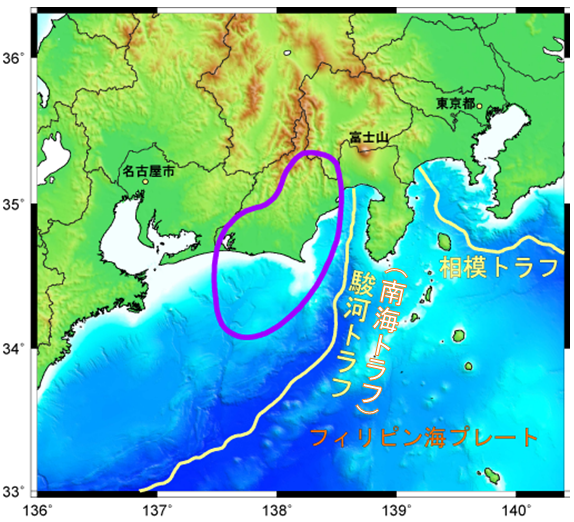
東海地震可能發生的地區

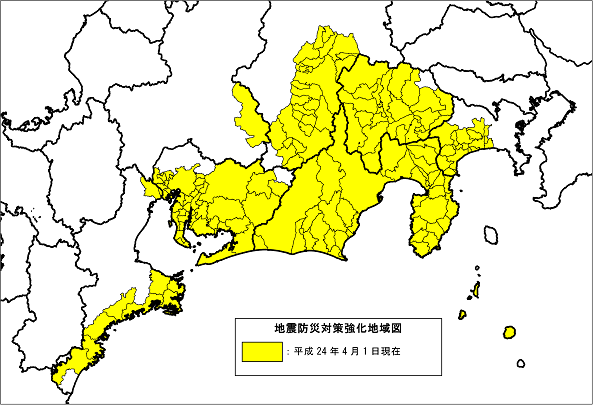
地震防灾对策强化地域

東海地震（日语：とうかいじしん）是指在日本東海地方（静岡县・駿河灣・遠州灘等）周期性发生的8级大地震。日本政府将这一地区设定为“地震防灾对策强化地域”。

## 构造背景
日本列岛地处欧亚大陆板块、北美洲板块、太平洋板块和菲律宾板块四个板块的交界处，是组成环太平洋火山地震带的一部分。太平洋板块、北美洲板块和欧亚大陆板块、菲律宾板块互相碰撞，使得日本列岛逐渐从海底突起，这使得日本附近地区火山、地震等自然灾害频发。而東海地方近海位于歐亞大陸板塊和菲律宾海板块的接壤处，是大地震频繁的地区之一。例如，在1854年安政東海地震發生。

## 东海地震关联消息
东海地震关联消息分三级，分别为东海地震调查消息、东海地震注意消息、东海地震预测消息。
| 警报名称          | 发布基准                                                                       |
| ----------------- | ------------------------------------------------------------------------------ |
| 东海地震 调查消息 | 观测到不能立即确定是否将发生东海地震的前兆现象。                               |
| 东海地震 注意消息 | 观测到将发生东海地震的前兆现象，发生地震的可能性增加。                         |
| 东海地震 预测消息 | 观测到将发生东海地震的前兆现象，确定可能发生地震。由内阁总理大臣发表警戒宣言。 |

## 外部連結
- 東海地震とは （页面存档备份，存于） - 気象庁